# 5 Columbus Circle
5 Columbus Circle (también conocido como 1790 Broadway y anteriormente conocido como United States Rubber Company Building) es un edificio de oficinas en la esquina sureste de Broadway y 58th Street en Midtown Manhattan en la ciudad de Nueva York, justo al sur de Columbus Circle. Diseñado por Carrère y Hastings en estilo Beaux-Arts, tiene 87,2 metros de altura y 20 plantas.
Tiene una fachada de mármol con una cornisa de cobre sobre el piso 20.º. Las ventanas están empotradas y se agrupan en tramos, separadas horizontalmente por enjutas de metal y verticalmente por estrechos pilares. La planta baja del edificio alberga parte de una tienda insignia de Nordstrom, que se extiende hasta la Central Park Tower y otro edificio más.
5 Columbus Circle se construyó originalmente en 1912 para ser la sede de la United States Rubber Company (US Rubber). Fue parte del "Automobile Row" de Broadway a principios del siglo XX. La compañía US Rubber se trasladó a una nueva sede en 1940 y vendió el edificio, que se revendió varias veces antes de ser adquirido por la West Side Federal Savings and Loan Association. El First Nationwide Savings Bank, que adquirió el West Side Federal Savings Bank, vendió el edificio en 1985 a John Phufas y John O'Donnell, y se llevaron a cabo pequeñas renovaciones en los años siguientes. La Comisión de Preservación de Monumentos Históricos de la Ciudad de Nueva York designó el edificio como lugar emblemático de la ciudad en 2000.

## Sitio
5 Columbus Circle está en la esquina sureste de Broadway y 58th Street, una manzana al sur de Columbus Circle y de Central Park, en el vecindario de Midtown Manhattan de la ciudad de Nueva York. Tiene las direcciones 1784-1790 Broadway y 234 West 58th Street. El solar mide 33 por 38 metros. Los edificios vecinos son la Central Park Tower, al sur y al este; los 240 Central Park South, Gainsborough Studios y 220 Central Park South a través de la 58th Street hacia el norte; y el 2 Columbus Circle hacia el noroeste a través de Broadway y 58th Street.
En el siglo XX, el área era parte de la "Automobile Row" de Manhattan, un tramo de Broadway que se extendía principalmente entre Times Square en 42nd Street y Sherman Square en 72nd Street. Antes de la primera década del siglo XX, el área estaba ocupada principalmente por industrias ecuestres y The New York Times la describió como «completamente sin vida». En 1907, el Times caracterizó esa sección de Broadway como «casi una línea sólida de letreros de vehículos motorizados desde Times Square hasta Sherman Square». A finales de la década de 1900 y principios de la de 1910, se construyeron varias grandes salas de exhibición de automóviles, tiendas y garajes en Broadway, incluida la sala de exhibición BF Goodrich (más tarde parte de Central Park Tower) y 224 West 57th Street, justo al sur de 5 Columbus Circle. Durante ese tiempo, 5 Columbus Circle fue uno de varios desarrollos importantes en el área.

## Diseño
5 Columbus Circle tiene 87 metros de altura, con 20 plantas y un ático, así como dos plantas de sótano. El edificio está en gran parte revestido de mármol y fue diseñado por Carrère y Hastings, los famosos arquitectos de la Sede de la Biblioteca Pública de Nueva York. Para el 5 Columbus Circle, Carrère y Hastings se inspiraron en su trabajo anterior, que fue en gran parte en el estilo neorrenacentista francés, incluido el antiguo Blair Building en el Distrito Financiero de Manhattan. El edificio fue construido por Norcross Brothers. También hay un patio de luces en el lado oriental del edificio, frente a Central Park Tower, que permitió que la luz del sol llegara a las oficinas interiores en el momento de la construcción del 5 Columbus Circle.

### Fachada
A diferencia de muchos edificios comerciales de la época, que en su mayoría tenían fachadas de ladrillo, piedra caliza o terracota, el 5 Columbus Circle tiene una fachada de muro cortina hecha principalmente de mármol de Vermont. Los alzados principales dan a la calle 58 al norte y a Broadway al oeste y están conectadas por una esquina curva, sirviendo el revestimiento de mármol para enfatizar la delgadez del muro cortina. En cada piso, hay siete huecos que dan a Broadway y ocho que dan a la calle 58. Las fachadas este y sur están revestidas de ladrillo liso con algunas aberturas de ventana a cada lado. 

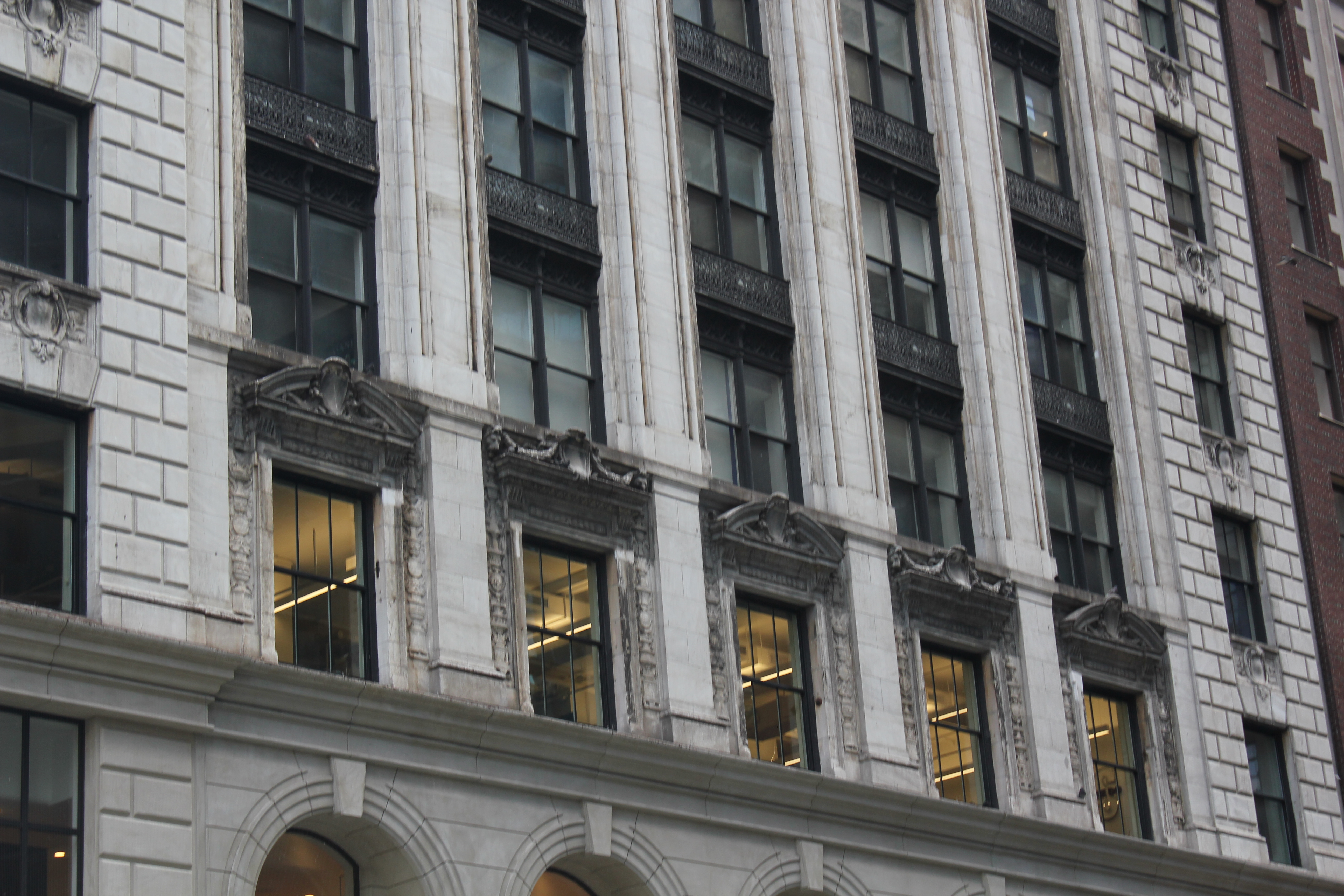
Detalle del tercer piso

La entrada principal del edificio se encuentra en el hueco más al sur que da a Broadway, y tiene una puerta doble de bronce y vidrio bajo un travesaño de vidrio. Hay una entrada de carga en los dos huecos orientales de la calle 58. Las dos primeras plantas tienen una columnata jónica, mirando hacia la tienda Nordstrom en la planta baja. Hay ventanas arqueadas en los pisos 1.º y 2.º, que miran desde la calle hacia la tienda Nordstrom. Se trata de réplicas de las ventanas originales que daban a la sala de ventas del edificio de la United States Rubber Company (US Rubber). Después de la renovación de 1958, había una puerta en la esquina de Broadway y 58th Street, que conducía a un espacio bancario a nivel del suelo. El resto del primer piso tenía escaparates doble altura. El segundo piso estaba revestido con paneles de mármol gris, con una hilera de bandas de piedra por encima. Esas modificaciones se eliminaron en 2018, cuando la parte baja se restauró según el diseño original.
En los pisos 3.º al 19.º, los tramos más externos en Broadway y la calle 58 están revestidos con piedra rústica, mientras que los centrales están empotrados entre pilares de piedra planos. Los tramos más externos tienen ventanas de guillotina coronadas por dovelas de piedra en los pisos 3.º al 6.º, y por tallas elaboradas en el 7.º piso. Los tramos centrales tienen elaborados marcos de piedra alrededor de las ventanas del tercer piso y ventanas de guillotina con enjutas de metal del cuarto al séptimo piso. El octavo piso se trata como si fuera de transición, con cursos de banda por debajo y por encima. Los tramos exteriores del octavo tienen frontones redondeados que son parte del curso de la banda superior.
Una balaustrada recorre el noveno piso, por encima del campo de la banda. Los pisos del noveno al decimonoveno tienen ventanas de guillotina rectangulares en los tramos laterales (con enjutas entre cada pareja de dos pisos). Los tramos centrales tienen ventanas de guillotina con barandas de metal, que están empotradas entre los pilares, así como paneles de enjuta de metal entre las ventanas en cada piso, excepto los paneles de piedra sobre los pisos 10.º y 16.º. Hay un curso de banda sobre el piso 19.º. El piso 20.º tiene doce ventanas de guillotina a cada lado, con marcos de ventanas tallados en los tramos exteriores. Por su parte, las fachadas de Broadway y 58th Street están coronadas por una gran cornisa de cobre.

### Interior
5 Columbus Circle tiene 18 200 m² de superficie. Esto proporcionó aproximadamente 590 m² de superficie útil para oficinas en cada piso, con hasta 17 oficinas por piso. Cuando se completó en 1912, el edificio estaba destinado exclusivamente a uso comercial y de oficina. La compañía US Rubber tenía una sala de ventas en la planta baja y una planta de sótano y un subsótano para el almacenamiento de neumáticos. En los otros pisos, cada oficina estaba separada por tabiques de tejas huecas o de metal, aunque se usó madera ignífuga en "cuartos especiales" en dos de los pisos superiores. La mayor parte de las molduras interiores son de metal hueco, mientras que las superficies del piso usaban mampostería, mármol o baldosas de goma. Los cuatro pisos superiores tienen chimeneas. 5 Columbus Circle se construyó con diez ascensores Otis así como dos escaleras de emergencia. A 2018, el edificio cuenta con seis ascensores de pasajeros y dos más de carga.
Las plantas inferiores son parte de los 33 000 m² de la tienda insignia, que incorpora parte de los edificios de la Central Park Tower y del 1776 Broadway. La parte de la tienda dentro de 5 Columbus Circle tiene 740 m² y una barra.

## Historia

### Construcción y uso temprano

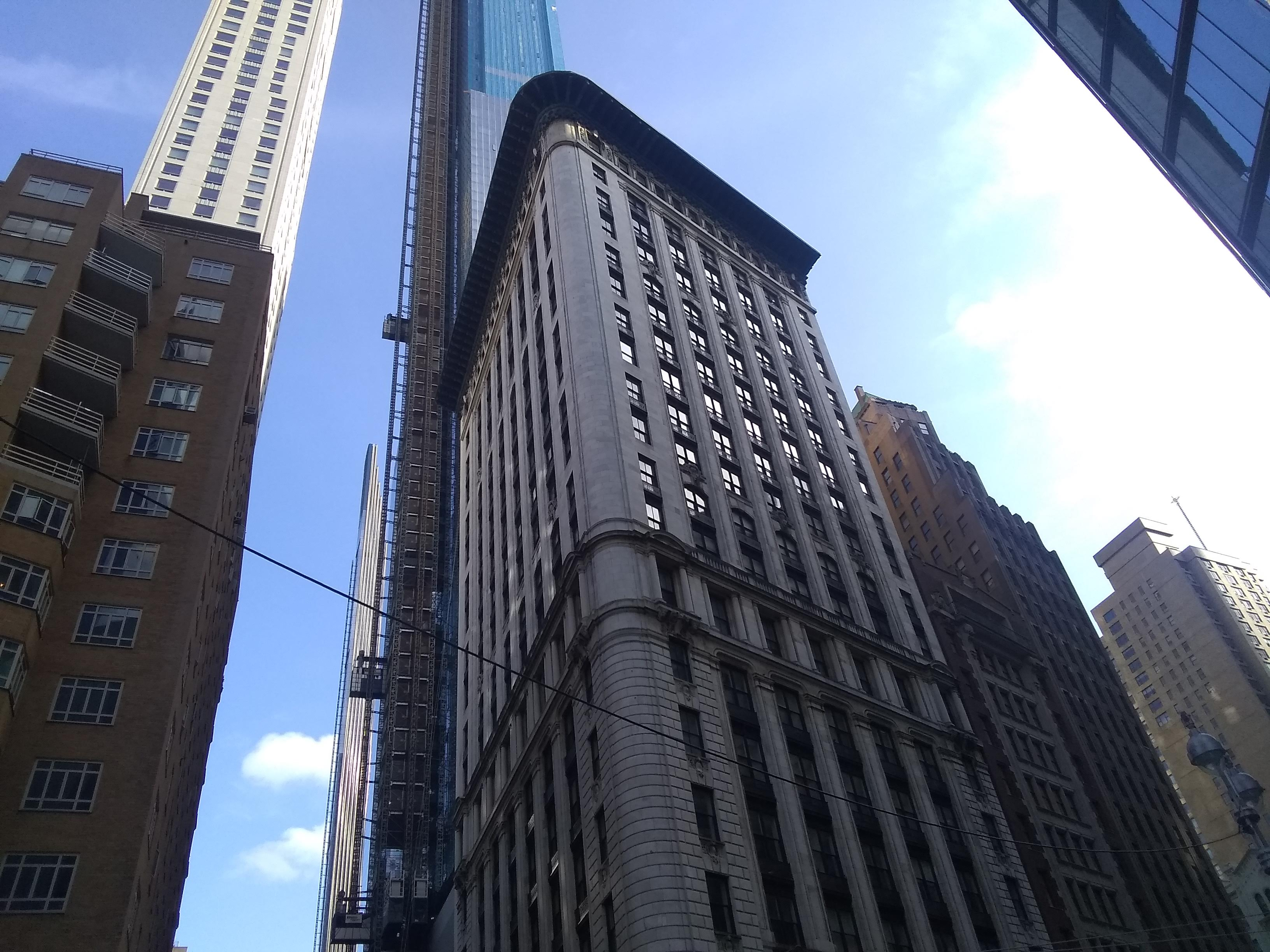
Los pisos superiores, vistos desde Broadway y 58th Street

En los años posteriores a su fundación en 1892, US Rubber llegó a controlar el 70 % del mercado de calzado de caucho de los Estados Unidos y también se convirtió en uno de los principales vendedores de neumáticos. Antes de la finalización de 5 Columbus Circle, US Rubber tenía su sede en Nuevo Brunswick, en el estado de Nueva Jersey. En abril de 1911, US Rubber arrendó el lote en la esquina sureste de Broadway y 58th Street a Mary A. Fitzgerald por 21 años a un costo de 4000 dólares por año (unos 80 973 en 2019 ). Carrère y Hastings trazaron planes para un edificio de oficinas de 20 pisos en el sitio, que proporcionaría espacio suficiente para una nueva sede. Cuando se publicaron los planos en agosto de 1911, el New-York Tribune y The New York Times describieron el edificio planeado como la estructura más alta de Broadway al norte de Times Square.
El US Rubber Building se completó y estuvo listo para ser ocupado a mediados de 1912, y los inquilinos se mudaron allí el mes de julio. Una vez finalizado el edificio, US Rubber ocupó la sala de exposición de la planta baja, los sótanos y diez de los pisos superiores. Los pisos 15.º al 17.º se utilizaron como oficinas generales de la empresa. Los otros pisos se alquilaron a varios inquilinos, incluida la Sociedad de Ingenieros Automotrices, la Timken Roller Bearing Company, la Asociación Nacional de Tuberculosis, y el operador de taxis Keystone Transportation Company.
La propiedad de Fitzgerald vendió el sitio a la compañía inmobiliaria Schulte Real Estate Company por 1,1 millones de dólares en 1928, y el título pasó al empresario August Heckscher. La US Rubber adquirió el solar bajo el edificio directamente en 1932, en el momento de vencimiento del contrato de arrendamiento original. En ese momento, la Metropolitan Life Insurance Company tenía un préstamo hipotecario de 800 000 dólares contra la propiedad.

### Dueños posteriores
En diciembre de 1939, US Rubber vendió 1790 Broadway tras adquirir un espacio en la entonces nueva 1230 Avenue of the Americas en el Rockefeller Center, y pagó su hipoteca en 1790 Broadway. US Rubber trasladó sus oficinas al Rockefeller Center tres meses después, en marzo de 1940, y los pisos 8 al 14 en 5 Columbus Circle se alquilaron al Consejo Nacional de Salud en octubre. 5 Columbus Circle se vendió varias veces en los años siguientes, incluso a Richard M. Lederer en 1944. El inmueble fue adquirido en 1951 por el banco West Side Federal Savings and Loan Association que contrató a Herbert Tannenbaum para remodelar la planta baja, el segundo piso y el sótano para su uso. En 1959, el banco contrató a Tannenbaum nuevamente para rediseñar los dos pisos más bajos de la fachada en 1959, reemplazando el revestimiento original con un inserto de vidrio y mármol gris. En una entrevista con el periodista Christopher Gray cuatro décadas después, Tannenbaum expresó su pesar por la renovación y dijo: "Me rompió el corazón arrancar esas hermosas columnas jónicas".
A mediados del siglo XX, el Departamento de Estado arrendó varios pisos en 5 Columbus Circle, mientras que la NAACP también tuvo su sede en el edificio desde 1967 hasta 1982. El First Nationwide Savings Bank, que adquirió West Side Federal Savings, vendió el edificio en 1985 a John Phufas y John O'Donnell por 29,25 millones de dólares. Phufas y O'Donnell contrataron a Beyer Blinder Belle para renovar el espacio, y First Nationwide continuaría ocupando ocho pisos. Esta renovación se complicó porque no se pudieron encontrar dibujos del diseño original del vestíbulo. Sin embargo, los rosetones y el friso del techo originales estaban ocultos sobre el falso techo y fueron restaurados después de que un asociado de Beyer Blinder Belle los descubriera. La fachada también se limpió, pero First Nationwide no cumplió con un plan para restaurar su sección inferior, cuyo costo ascendía a por lo menos 1 millón de dólares. A principios de 2000, el propietario del edificio, 1790 Broadway Associates, le agregó ventanas al segundo piso de la fachada. El 19 de diciembre de 2000, la Comisión de Preservación de Monumentos de la Ciudad de Nueva York (LPC) designó 5 Columbus Circle, junto con 224 West 57th Street y el Studebaker Building en Brooklyn, como monumentos oficiales de la ciudad .

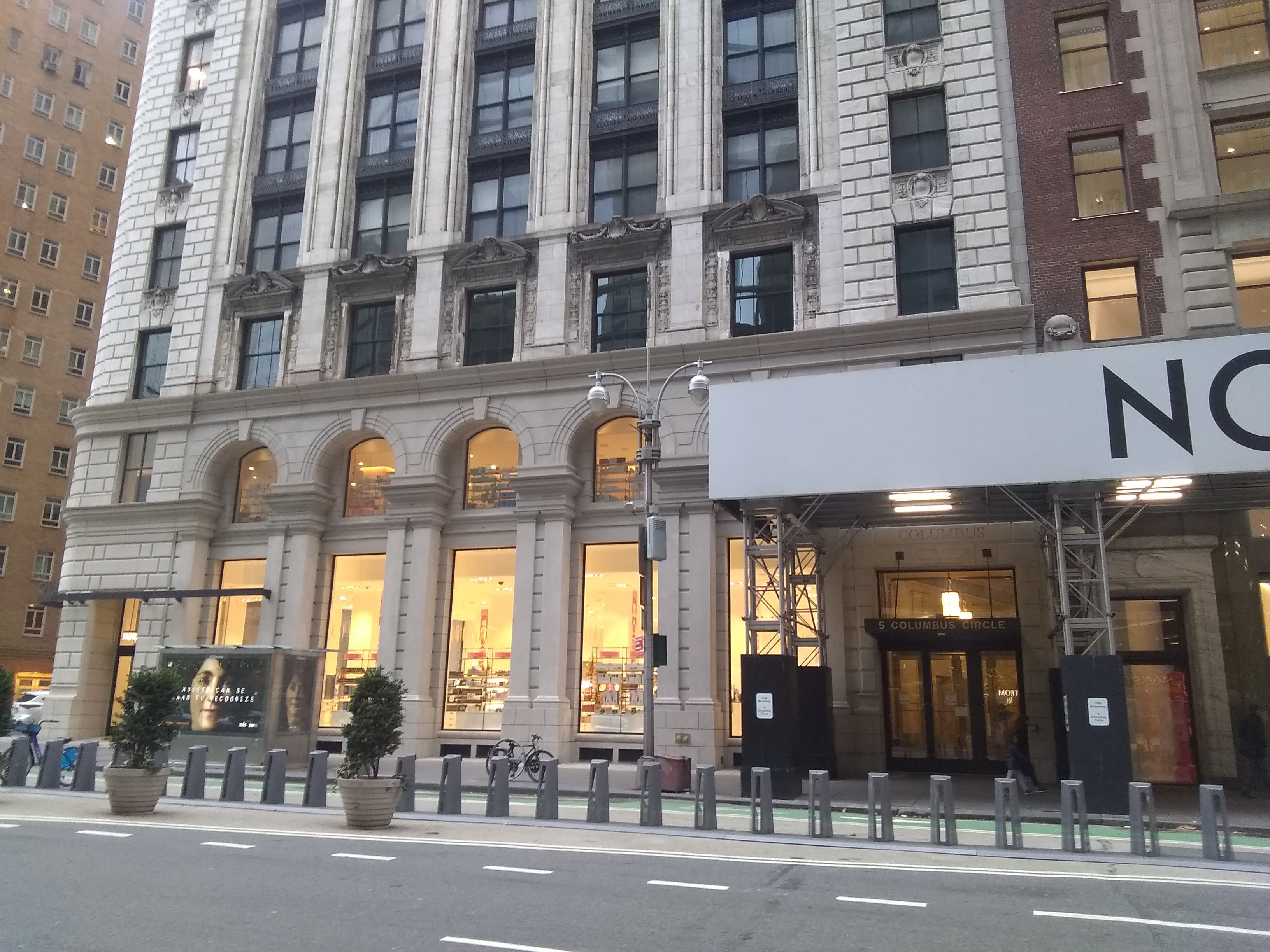
Base reconstruida, vista junto a la fachada restaurada del edificio BF Goodrich a la derecha, en 2020

Nordstrom firmó un contrato de arrendamiento de espacio comercial en la vecina Central Park Tower en 2012 durante la construcción de esa torre. Como parte del contrato de arrendamiento, Nordstrom también ocuparía un espacio en 1776 Broadway y 5 Columbus Circle. En 2018, 1790 Broadway Associates anunció planes para renovar la fachada del edificio. Los dos pisos más bajos se volvieron a revestir con mármol, y los ascensores, las calderas y las torres de enfriamiento, y las ventanas se reemplazaron a un costo de 10 millones de dólares. La tienda Nordstrom abrió a fines de 2019, y Kaplan, Inc. también tomó espacio en el edificio ese año.

## Recepción crítica
En 1989, Christopher Gray escribió para The New York Times que «De cerca [5 Columbus Circle] es todo urbanismo elegante [...] pero desde lejos el adorno de mármol es más difícil de ver y se convierte en un elegante rascacielos». David W. Dunlap escribió para el mismo periódico en 2000 que 5 Columbus Circle era el «centro de atracción de Automobile Row», con su esquina redondeada que se asemejaba a «una versión de alabastro del edificio Flatiron».